# Сан-Мигел-ду-Риу-Торту
Сан-Мигел-ду-Риу-Торту (порт. São Miguel do Rio Torto)  —  район (фрегезия) в Португалии,  входит в округ Сантарен. Является составной частью муниципалитета  Абрантеш. По старому административному делению входил в провинцию Рибатежу. Входит в экономико-статистический  субрегион Медиу-Тежу, который входит в Центральный регион. Население составляет 3422 человека на 2001 год. Занимает площадь 52,25 км².
Покровителем района считается Архангел Михаил (порт. São Miguel). 